# Benediktushöhle
Die Benediktushöhle, auch Einsiedler-Höhle genannt, ist eine natürliche Durchgangshöhle im Oberen Massenkalk westlich von Beuron im Landkreis Sigmaringen in Baden-Württemberg, Deutschland.

## Lage

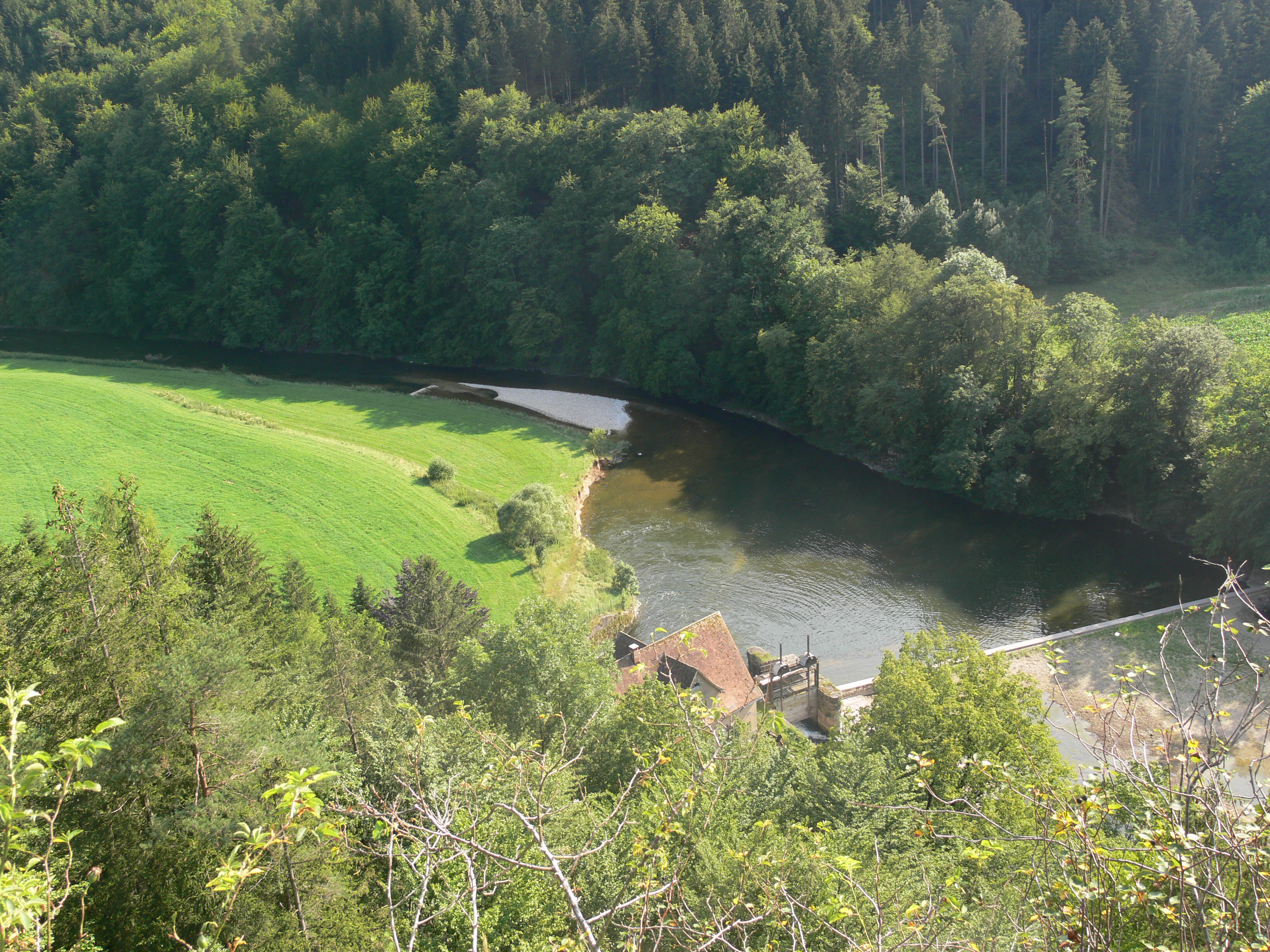
Blick von der Benediktushöhle auf die Donau

Die donauabwärts der Erzabtei Beuron und oberhalb der Mauruskapelle liegende Höhle befindet sich im „Naturpark Obere Donau“, beim „Käpfle“ auf rund 680 m ü. NN. Das Bett der Donau selbst befindet sich dort auf rund 615 m ü. NN.

## Beschreibung

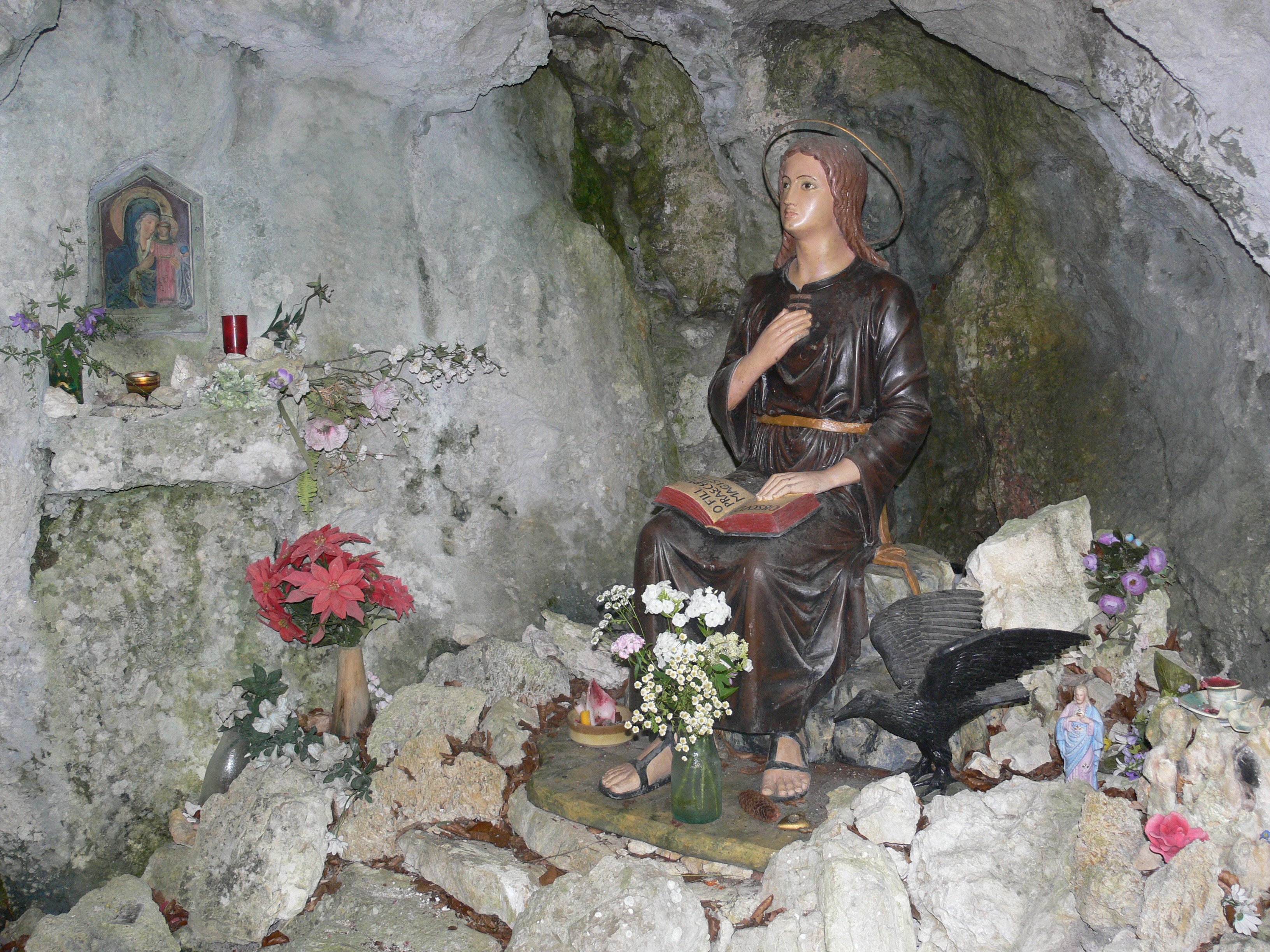
Heiligenfigur in der Benediktushöhle

Die Höhle im Weißen Jura hat fünf Meter Länge, eine Höhe von drei Metern und eine Breite von ebenfalls drei Metern. Sie ist eine zur Nordwestseite abfallende Durchgangshöhle, die im hinteren Teil zugeschüttet wurde. Von der Donauseite (Südseite) her ist sie mit einem Stahlgitter verschlossen.
Beim Käpfle handelt es sich, wie der Namensursprung vermuten lässt, womöglich um eine vorgeschichtliche Höhensiedlung. Aus der Benediktushöhle sind bisher keine Funde bekannt.
In der Höhle befindet sich ein lebensgroßes Heiligenbildnis des sitzenden Benedikt von Nursia (* um 480; † 547).

## Entstehung
Die Höhle im Durchbruchstal der Oberen Donau wurde von der Donau durch eine Kombination von Korrosion und Erosion geschaffen.